# Folgernde Reife
Als folgernd reifend werden im Obst- und Gemüseanbau Sorten bezeichnet, bei denen die Früchte einer Pflanze innerhalb eines längeren Zeitraums nach und nach reif werden. Es muss also zur Ernte mehrmals durchgepflückt werden, um alle Früchte zu ernten. Dies hat zum Beispiel in einem beengten Hausgarten den Vorteil, dass die Früchte über einen längeren Zeitraum frisch verwertet werden können, ohne dass man mehrere Sorten einer Obstart anbauen muss. In der kommerziellen Landwirtschaft ist die folgernde Reife heutzutage unerwünscht, da sie eine maschinelle Ernte nahezu ausschließt. Hier ist eine einheitliche Reife erwünscht, da zum Beispiel ein Tomatenfeld oder ein Weinberg mit einem Schritt komplett abgeerntet werden kann.
Früchte mit folgernder Reife:
- Kirschen: Regina, Kordia, Knauffs Schwarze, Grevenbroicher Knorpelkirsche, Staccato, Rote Späternte, Jaboulay
- Erdbeeren: Senga Sengana, Honeoye, Figaro, Florence, alle Monatserdbeeren
- Äpfel: Fast alle alten Sorten wie zum Beispiel Weißer Klarapfel, Schöner von Boskoop, Graue französische Renette
- Birnen: Ebenfalls fast alle alten Sorten wie Clapps Liebling, Alexander Lucas, Williams Christ
- Tomaten: Die meisten Sorten, vor allem: Lucullus, Narancs, Olirose, Ontario, OrangeJugo, Zorza